# Lorenza Villegas de Santos
Ana Lorenza Villegas Restrepo (Santa Rosa de Cabal, 5 de octubre de 1899-Nueva York, 25 de marzo de 1960) fue una líder cívica que se desempeñó como primera dama de Colombia tras la elección de su esposo Eduardo Santos Montejo como Presidente de la República de Colombia.

## Biografía

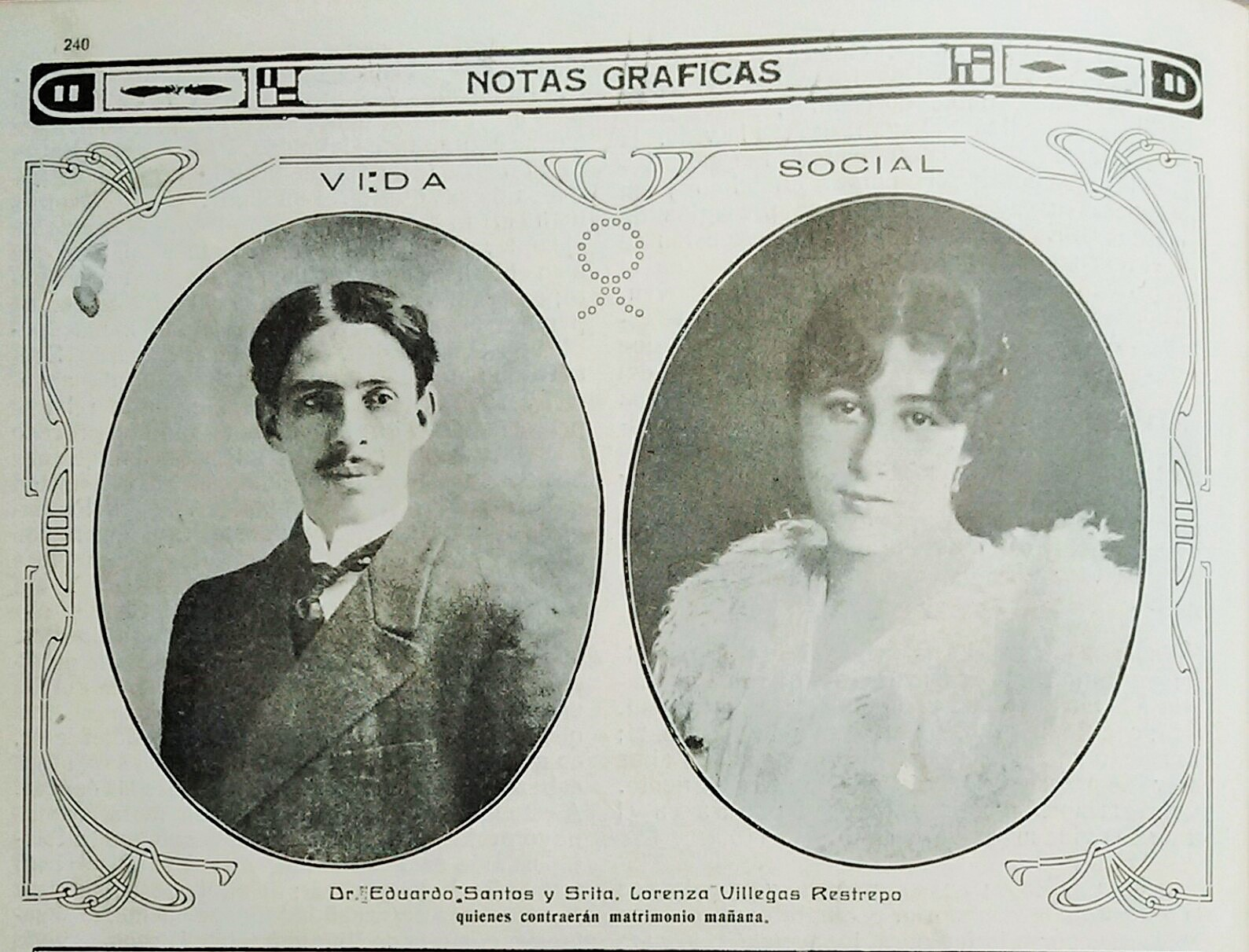
Imagen de Eduardo Santos, futuro presidente de Colombia y de Lorenza Villegas de Santos, publicada un día antes de contraer matrimonio. Publicado en Revista el gráfico ilustraciones, historia, información, literatura y variedades. Nro. 381; 24 de noviembre de 1917.

Era hija de José Antonio Villegas y Villegas y de Carlota Restrepo Botero los cuales tuvieron diez hijos. Entre sus hermanos se destaca Alfonso Villegas Restrepo, fundador del diario El Tiempo (Colombia).
Contrajo matrimonio con Eduardo Santos Montejo  el 25 de noviembre de 1917, en la Iglesia de La Veracruz de Bogotá.
El matrimonio Santos Villegas sólo tuvo una hija, Clarita, quien murió de escarlatina a la edad de dos años, hecho que marcó definitivamente la vida de la pareja.  

### Primera dama de Colombia (1938-1942)
Tras la elección de su esposo como presidente de la República, Lorenza Villegas fue pionera de la labor social, a su gestión se deben, entre otras obras: 
El Hospital Infantil que llevaba su nombre el cual fue liquidado durante el gobierno de Andrés Pastrana, y reabierto como 'Hospital San José Norte' perteneciente a la Fundación Universitaria de Ciencias de la Salud
El Hospital Santa Clara de Bogotá, especializado en la atención a tuberculosos. El pabellón para la atención de los niños "Clarita Santos", inaugurado en el Hospital Universitario San Vicente de Paúl de Medellín, en 1940, llamado así en honor de su hija, y aún conserva ese nombre en la actualidad. 
También recibieron su apoyo el Hospital san Vicente de Paul, de Santa Rosa de Cabal, el Hospital San Vicente de Paúl, de Medellín, la cárcel del Buen Pastor de la Hermanitas de los Pobres, el Instituto de la Sabiduría para niñas ciegas y sordomudas, el Instituto Nacional Femenino Lorencita Villegas de Santos, las obras de las Hermanas Vicentinas, las Misioneras y las Hermanas de Cristo Sacerdote. 
Fue una de las primeras mujeres que participó en política, acompañando a su esposo en las giras electorales.

## Legado
El altar tallado en madera que pertenecía a su capilla privada ahora está en la capilla de la Casa de Nariño, en Bogotá. Allí oró el Papa Juan Pablo II durante su visita a Colombia en 1986 y durante su estancia en la sede presidencial. Uno de sus juegos de té, en plata, hace parte de la exposición de objetos del Museo Nacional de Colombia.